# Jan Verzijl
Jan Verzijl (1602/1603 - Gouda,  begraven 24 september 1647) was een Nederlandse schilder.

## Leven en werk
Jan Franse Verzijl, zoon van Frans Leendertsz Verzijl en Grietje Jansdr, was een leerling van de Goudse schilder Wouter Crabeth. Evenals zijn leermeester bezocht hij Italië en kan hij tot de caravaggisten gerekend worden. Uit het testament van zijn moeder blijkt dat hij rond 1625 in Rome verbleef. De rooms-katholieke schilder Verzijl vervaardigde waarschijnlijk een deel van zijn schilderijen in opdracht van pastoor Willem de Swaen voor de toenmalige statie "de Tol" in Gouda.
Een deel van het werk van Verzijl bevindt zich in het Catharinagasthuis te Gouda.

## Werken van Jan Verzijl
- Aanbidding der koningen (1628)
- Lot en zijn dochters (1630)
- Drinkende jongeman (1635)
- Annunciatie (1636)
- Visitatie (1636)
- Aanbidding der herders
- Sint Willibrordus (1639)
- Sint Bonifatius (1639)
- De grootmoedigheid van Scipio (1639)
- Portret van de regenten van het weeshuis (1644)
- Aanbidding der koningen (1646)

## Bijzonderheden
- Jan Verzijl heeft zichzelf afgebeeld op het schilderij van de regenten van het weeshuis van Gouda met de bouwtekeningen voor het nieuwe weeshuis. Hij staat links op de achtergrond, direct achter de voorzitter van het regentencollege, zijn zwager Gerrit Jansz ‘t Hart.[2]
- De kinderloos overleden weduwe van Jan Verzijl, Helena 't Hart, liet met 6000 gulden uit haar nalatenschap een hofje stichten aan de Nieuwehaven te Gouda. In dit hofje, het 'Hartenerf' werden zes woningen gebouwd voor arme Gouwenaren. In 1965 is het hofje gesloopt.[4]

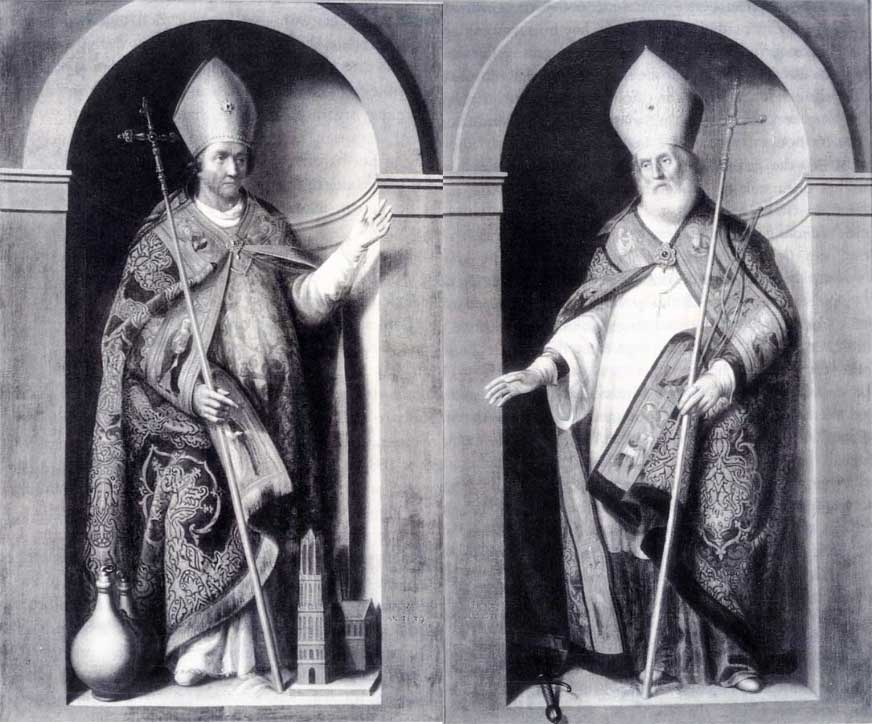
Twee schilderijen van Jan Verzijl - St. Willibrordus (links) en St. Bonifatius (rechts) uit 1639
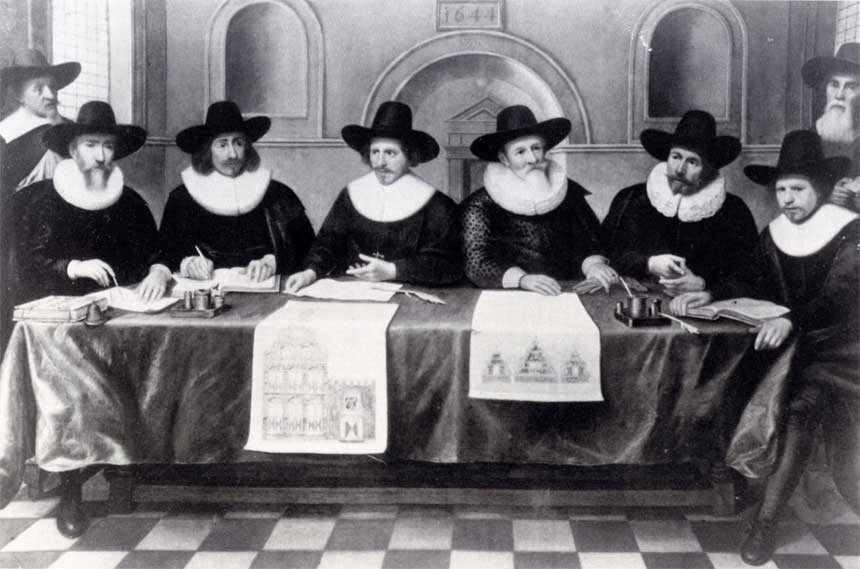
De regenten van het weeshuis van Gouda (in 1644)
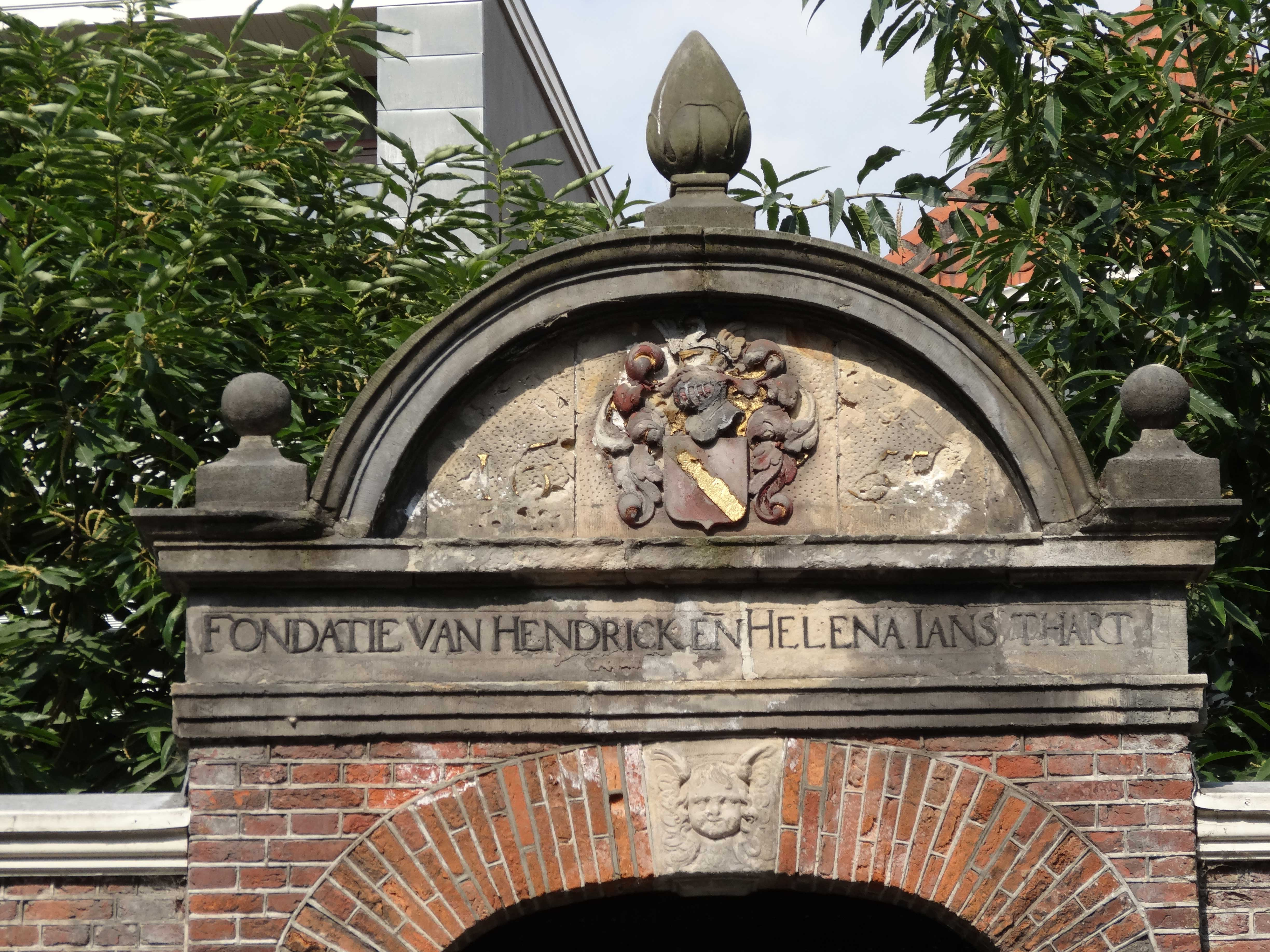
Poortje van het door de echtgenote van Verzijl, Helena 't Hart, gestichte hofje